# 하구룡도
하구룡도는 전라남도 완도군 노화읍에 속해 있는 무인도서이다.
2018년 8월 29일 "무인도서의 보전 및 관리에 관한 법률 제10조에 따라 관리유형을 당초 '준보전'이었던 것을 일부 개발가능으로 변경하여 해양수산부장관이 고시하였다.